# Gemeiner Wasserfloh

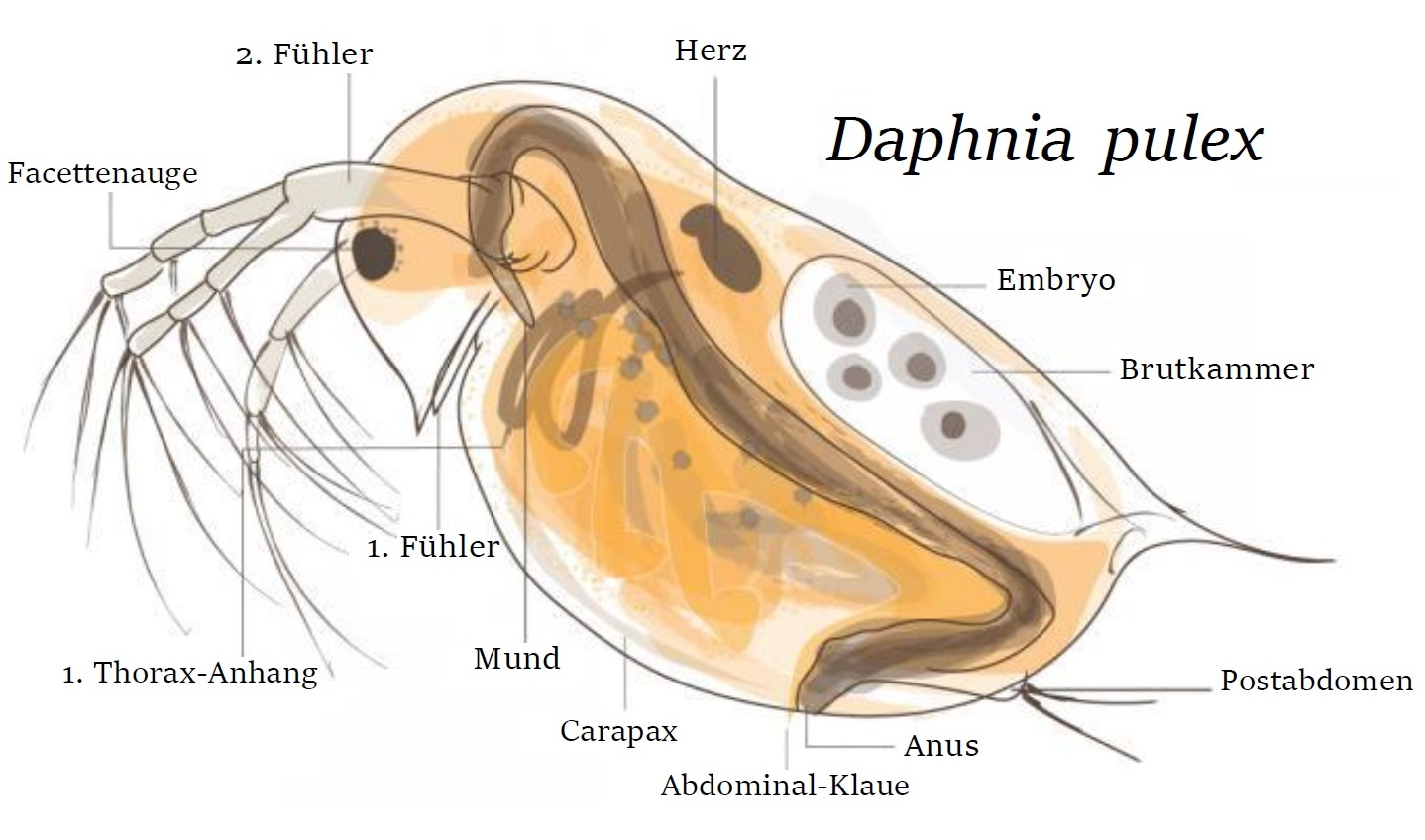
Gemeiner Wasserfloh (D. pulex): Anatomie

Der Gemeine Wasserfloh (Daphnia pulex) ist eine Art aus der Gattung der Daphnien (Daphnia).

## Beschreibung
Die Art ist breit und kräftig geformt. Sie ist grünlich, gelblich oder rötlich gefärbt und meist nur wenig durchsichtig. Die Weibchen werden 3 bis 4 Millimeter groß, die Männchen 1 bis 1,5 Millimeter. Die Männchen sind durch die langen ersten Antennen und den auffälligen Haken am ersten Beinpaar erkennbar. Ein Naupliusauge ist vorhanden. Meistens ist die Schale ausgezogen zu einem vierkantigen Schalenstachel. Der Kopfpanzer ist nach hinten in einen sich zwischen die Schalenteile schiebenden Zipfel ausgezogen. Die „Riechstäbchen“ der ersten Antenne reichen nicht bis zum Rostrum. Die zweiten Antennen weisen je neun gefiederte Schwimmborsten auf. Das Auge ist groß und besteht aus 22 Einzelaugen. Der Vorderdarm besitzt zwei gebogene, grünliche Leberhörnchen. An den Endkrallen des Postabdomens (Afterkrallen) befinden sich zwei aus Borsten bestehende Kämme.
Daphnia pulex kommt in kleinen, seichten Tümpeln und Teichen sowie der Uferzone größerer Gewässer vor. Sie ist sehr häufig und tritt oft massenhaft auf.

## Erbgut
Das Erbgut des Gemeinen Wasserflohs ist entschlüsselt. Es enthält 30.907 Gene bei nur 200 Millionen Basenpaaren und damit etwa die Hälfte mehr als das des Menschen (20.000 bis 23.000 Gene, aber bei 3 Milliarden Basenpaaren), die bislang höchste bekannte Zahl im Tierreich. Es wird angenommen, dass das eine Voraussetzung für die gute Anpassungsfähigkeit der Art an wechselnde Umweltbedingungen ist. 36 Prozent der entdeckten Erbanlagen sind von keiner anderen Art bekannt.

## Belege
- Heinz Streble, Dieter Krauter: Das Leben im Wassertropfen. Mikroflora und Mikrofauna des Süßwasser. Ein Bestimmungsbuch. Franckh-Kosmos Verlag, Stuttgart 2008, ISBN 978-3-440-11966-2.